# Skaun
Skaun est une commune norvégienne située dans le comté de Trøndelag, dont le centre administratif est la ville de Børsa.

## Géographie
La commune s'étend sur 224,21 km2 au sud-ouest de Trondheim et s'ouvre au nord sur le Gaulosen, un bras du fjord de Trondheim.
Elle comprend la ville de Børsa et les villages de Buvika, Eggkleiva, Melby, Skaun et Viggja.

## Histoire
Le 1er janvier 1890, une partie de la commune de Børsa est détachée pour former celle de Børseskognen, qui prend le nom de Skaun en 1930. Le 1er janvier 1965, celle-ci fusionne avec les communes de Børsa et de Buvik.